# ユニオン郡 (アーカンソー州)
ユニオン郡（Union County）は、アメリカ合衆国アーカンソー州の郡である。人口は3万9054人（2020年）。郡庁所在地はエルドラドである。ここの郡は1829年11月2日に設立された。

## 歴史
- 1968年3月7日 - 黒人による暴動が発生したため、エルドラド市内に非常事態宣言と夜間外出禁止が発令。暴動は黒人男性を殺害した白人男性に無罪の判決が出たことが契機となった[2]。

## 地理
アメリカ合衆国統計局によると、この郡は総面積2,733 km2 (1,055 mi2) である。このうち2,691 km2 (1,039 mi2) が陸地で42 km2 (16 mi2) が水地域である。総面積の1.55%が水地域となっている。ユニオン郡はアーカンソー州南部の多くを占めている。コロンビア郡と共に、ユニオン郡はアメリカ合衆国内で最大な臭素保有地となっている。

### 隣接する郡
- ワシタ郡  (北西)
- カルフーン郡  (北)
- ブラドリー郡  (北東)
- アシュリー郡  (東)
- モアハウス郡 (ルイジアナ州)  (南東)
- ユニオン郡 (ルイジアナ州)  (南)
- クレイボーン郡 (ルイジアナ州)  (南西)
- コロンビア郡  (西)

## 人口動静
2000年現在の国勢調査で、この郡は人口45,629人、17,989世帯、及び12,646家族が暮らしている。人口密度は17/km2 (44/mi2) である。8/km2 (20/mi2) の平均的な密度に20,676軒の住居が建っている。この郡の人種的構成は白人66.15%、アフリカン・アメリカン31.97%、先住民0.24%、アジア0.40%、太平洋諸島系0.01%、その他の人種0.46%、及び混血0.77%である。人口の1.14%がヒスパニックまたはラテン系である。
この郡内の住民は25.90%が18歳未満の未成年、18歳以上24歳以下が8.30%、25歳以上44歳以下が27.00%、45歳以上64歳以下が22.70%、及び65歳以上が16.10%にわたっている。中央値年齢は38歳である。女性100人ごとに対して男性は91.60人である。18歳以上の女性100人ごとに対して男性は86.00人である。
この郡の世帯ごとの平均的な収入は29,809米ドルであり、家族ごとの平均的な収入は36,805米ドルである。男性は31,868米ドルに対して女性は19,740米ドルの平均的な収入がある。この郡の一人当たりの収入 (per capita income) は16,063米ドルである。人口の18.70%及び家族の14.70%は貧困線以下である。全人口のうち18歳未満の25.80%及び65歳以上の14.30%は貧困線以下の生活を送っている。

## 都市及び町
| - Calion - エルドラド | - Felsenthal - Huttig | - ジャンクションシティ - Norphlet | - Smackover - ストロング |